# Isbjørn med unger
Isbjørn med unger er en skulptur der, som et vartegn for Grønland, er placeret ved starten af Langeliniekajen i Københavns Havn. Den er skabt af Holger Wederkinch og skænket til Københavns Havnevæsen af en anonym giver. Skulpturen 
indbragte i 1929 Holger Wederkinch en guldmedalje i Paris.
Isbjørnen blev under 2. verdenskrig skudt i hovedet af en tysk soldat, der blev sendt hjem.
Hvis man følger ruten langs vandet:  Nyhavn, Skuespilhuset ved Kvæsthusbroen, Amaliehaven, By & Havn, Gefionspringvandet, Langeliniepavillonen, Den lille Havfrue, Langelinie Lystbådehavn (Langelinie Marina), ender man ved Isbjørn med unger.
Her var der tidligere flere muligheder for at komme til Trekroner Fort og Middelgrundsfortet, de er nu lukket.
Ved Isbjørnen findes en mindesten for den danske polarrejsende Ejnar Mikkelsen.